# Суперкубок Індії з футболу 1998
Суперкубок Індії з футболу 1998 — 2-й розіграш турніру. Матч відбувся 29 березня 1998 року між чемпіоном Індії клубом Мохун Баган та володарем кубка Федерації клубом Салгаокар.
| Володар Суперкубка Індії 1998 |
| ----------------------------- |
|                               |
| Салгаокар Перший титул        |

## Матч

### Деталі
| 29 березня 1998 |

| Салгаокар | 1:0 | Мохун Баган |
| --------- | --- | ----------- |
|           |     |             |

| Солт-Лейк-Стедіум, Колкатта |